# Poklona svatého Vendelína (Slavkov u Brna)
Poklona svatého Vendelína, též uváděná jako boží muka svatého Vendelína, je drobná stavební památka, vrcholně či pozdně barokní zdobený pilíř ve Slavkově u Brna. Stojí v Jiráskově ulici mezi domy čp. 565 a 529. Jedná se o ikonograficky a historicky cenný doklad drobné sakrální architektury. Od roku 1970 je chráněna jako kulturní památka.

## Okolnosti vzniku
Jaromír Seifert uvádí, že dosud (k roku 2016) nebyl nalezen archivní doklad o vzniku stavby, není ani znám její autor. Národní památkový ústav ji datuje kolem roku 1740.
Miloslav Housovský v roce 1988 uváděl, že poklona původně v 18. století připomínala hranici města Slavkova. Podle Seiferta umístění poklony nejspíše vychází z barokní osy astronomického symbolismu, v níž navazuje na další sakrální stavby ve městě, jako je špitální kostelík svatého Jana Křtitele a věž farního chrámu, a dále je v ose zaměřena také boží muka pod Zlatou horou. V těchto místech byl nezastavěný prostor nedaleko velkého dobytčího trhu a křižovatka vozové cesty směřující severně do vinohrad a na Rousínov. Dále k této cestě přiléhal i velký panský hospodářský dvůr s konírnami. Italský architekt Domenico Martinelli (1650–1718), který pro někdejšího slavkovského pána Dominika Ondřeje Kounice (1654–1705) navrhoval přestavbu sídla, zamýšlel jižně odtud, v prostoru dnešního školního areálu na Komenského náměstí a Svojsíkova parku, zřízení podzámecké zahrady. Na tento projekt by tedy poklona také navazovala.

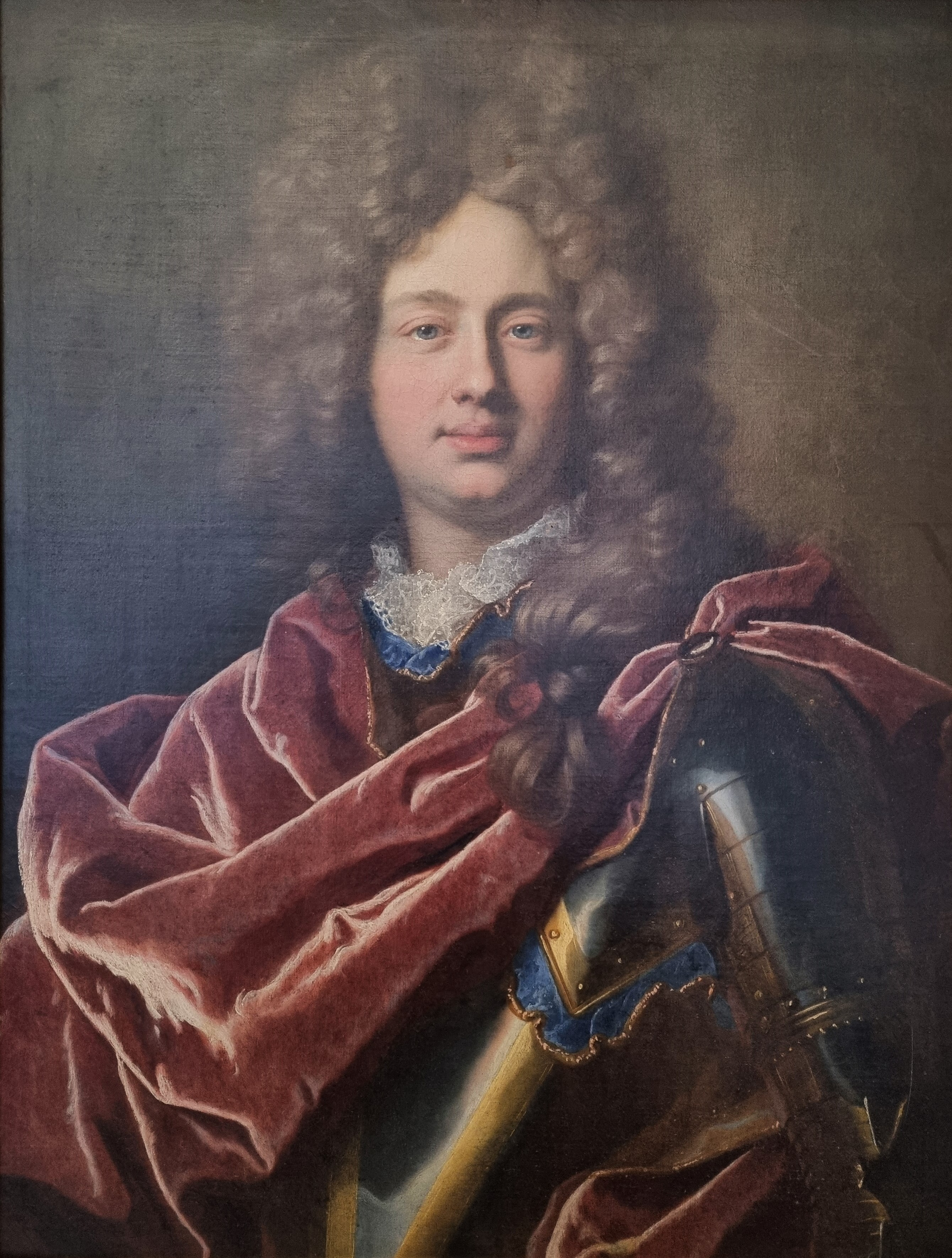
Maxmilián Oldřich Kounic na portrétu z roku 1698

Pravděpodobně někdy po odražení tureckého obléhání Vídně v druhé půli 17. století mohly být finance vázané dříve na válku uvolněny do civilního sektoru a nastal rozmach barokní architektury na Moravě. Také Dominik Ondřej pozval do Slavkova řadu uměleckých mistrů včetně Martinelliho, aby pracovali na vyšperkování kounicovského rezidenčního sídla. Navíc byl v roce 1698 jmenován do vysoké funkce říšského vicekancléře.
Jeho prvorozený syn František Karel ovšem nastoupil církevní dráhu a rodové nástupnictví padlo na mladšího bratra Maxmiliána Oldřicha (1679–1746). Ten se 6. srpna 1699 oženil s Marií Arnoštkou z Rietbergu (1687–1758), jedinou dědičkou panství Rietberg na severovýchodě Severního Porýní-Vestfálska a několika dalších držav ve Východním Frísku.
Po smrti Dominika Ondřeje v roce 1705 práce na budování zámku a areálu na čtvrt století ustaly, protože byla nevyjasněná finanční situace dědice, a umělečtí mistři ze Slavkova odešli. Dostavba zámku navázala až po roce 1732 s nástupem stavitele Václava Petruzziho, ačkoli už v letech 1706–1708 zde byl zbudován alespoň první zámecký vodovod na Moravě.

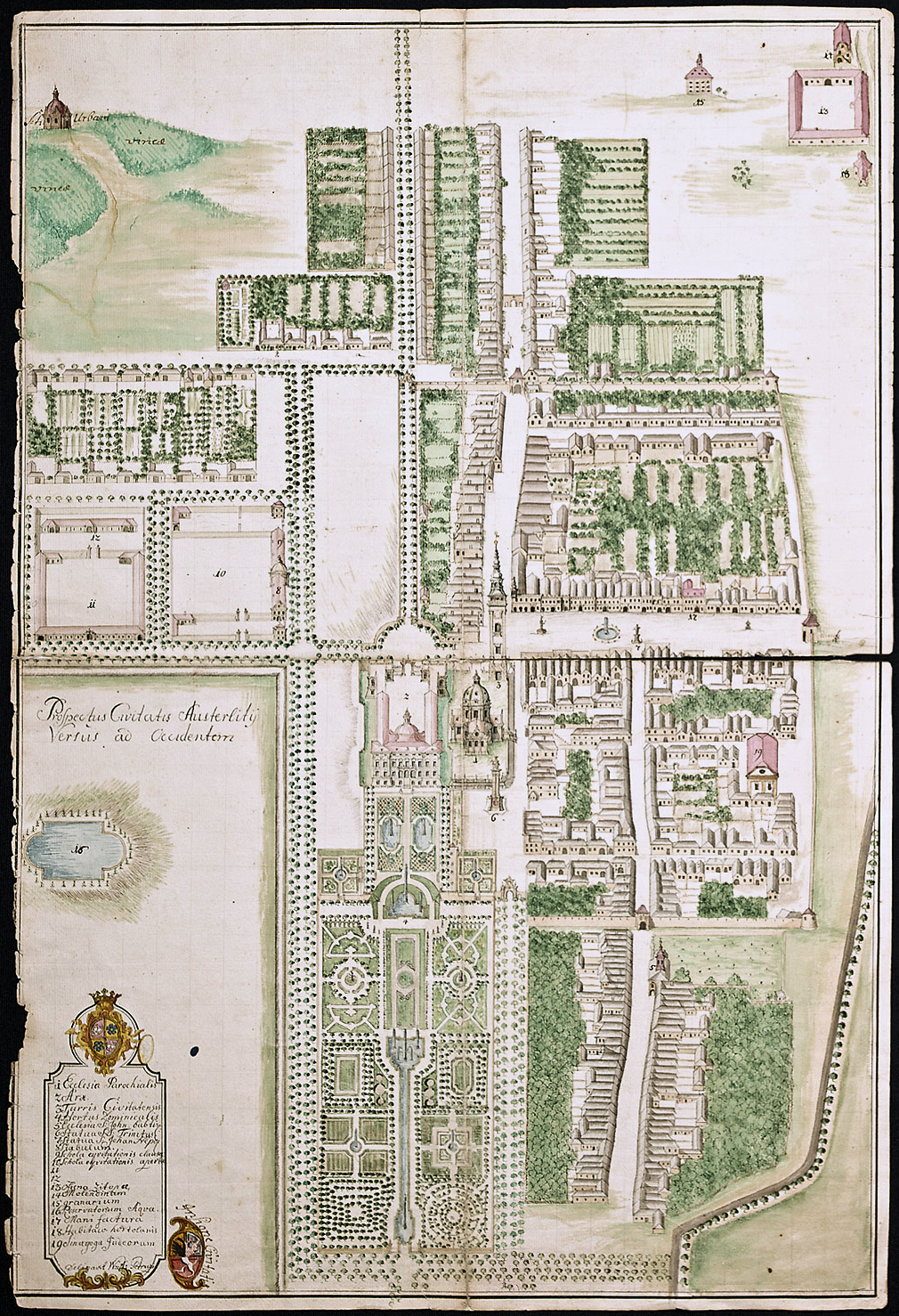
Územní generel V. Petruzziho vyznačuje v levé (severní) části panský statek i s dnešní Jiráskovou ulicí (cca 1730).

Souběh těchto dvou okolností, tedy přítomnosti špičkových tvůrců ve městě a sňatku Maxmiliána Oldřicha s Marií Arnoštkou, označuje Seifert za možný zdroj inspirace k myšlence vytvoření poklony. Svatý Vendelín se stal patronem pastýřů, ochráncem dobytka i polí. Podle legendy pocházel ze skotské královské rodiny, stal se poustevníkem a živil se pastevectvím, benediktini si jej pak vyvolili za opata. Jeho kult se pak šířil po německých zemích a dále po Evropě. To klade Seifert do souvislosti se severoněmeckým původem Marie Arnoštky a vidí i vazbu patrocinia na blízkost panského hospodářského dvora. U pilíře se ostatně konaly letní žňové pobožnosti.
Seifert také nabízí tři pravděpodobné verze ohledně doby a původce vzniku. Prvním termínem mohl být už rok 1700 u příležitosti prvního jubilea svatby, pro vytížení sochařského týmu Giovanniho Giulianiho na tvorbě velkého množství soch pro zámeckou zahradu pak připadají v úvahu jako zhotovitelé pilíře zedničtí mistři Gabriele Gabrieli a Giulio Tini (do roku 1704) či jejich tovaryši, k provedení omítky pak Santino Bussi (do roku 1701) nebo jeho tovaryši. Druhou verzí je zhotovení zednickým mistrem Pietrem Giuliettim (zemřel v roce 1728), o jehož působení však nejsou zprávy. A třetí Seifertem nabízenou možností je tvorba Francesca Fortiniho (zemřel v roce 1733) a jeho nástupců.

## Novodobá historie
Ačkoli středisko památkové péče v roce 1970 označilo poklonu za ikonograficky a historicky neobyčejně cenný doklad typu boží muky a Housovský o ní v roce 1988 psal jako o zvláštní památce I. kategorie, která nemá v okrese Vyškov obdoby, Taťána Kubátová již v roce 1955 udávala, že na plechu malované obrazy z poklony byly již v té době „v opravě“ (tedy z pilíře odstraněné), a středisko památkové péče ohledně stavu zachovalosti památky v roce 1970 uvádělo, že omítka byla značně oprýskaná a drobící se, kámen otlučený a krytina prorezivělá.
V létě 1970 byla poklona zapsána do státního seznamu kulturních památek. V letech V r. 1992 a 2001 byla stavba opravena z rozpočtu města, resp. s pomocí státní dotace z prostředků Programu regenerací městských památkových zón, v březnu 2003 město využilo další finance z Programu regenerace MPZ na odvlhčení soklu. Po 20 letech však už byla památka opět v havarijním stavu, takže na jaře 2023 město rozhodlo o její opravě, v první fázi spočívající v odstranění nevhodných vrstev a doplňků, opravě trhlin a jejich zpevnění a odsolení, a to s podporou krajského dotačního programu na podporu památkové péče.

## Popis

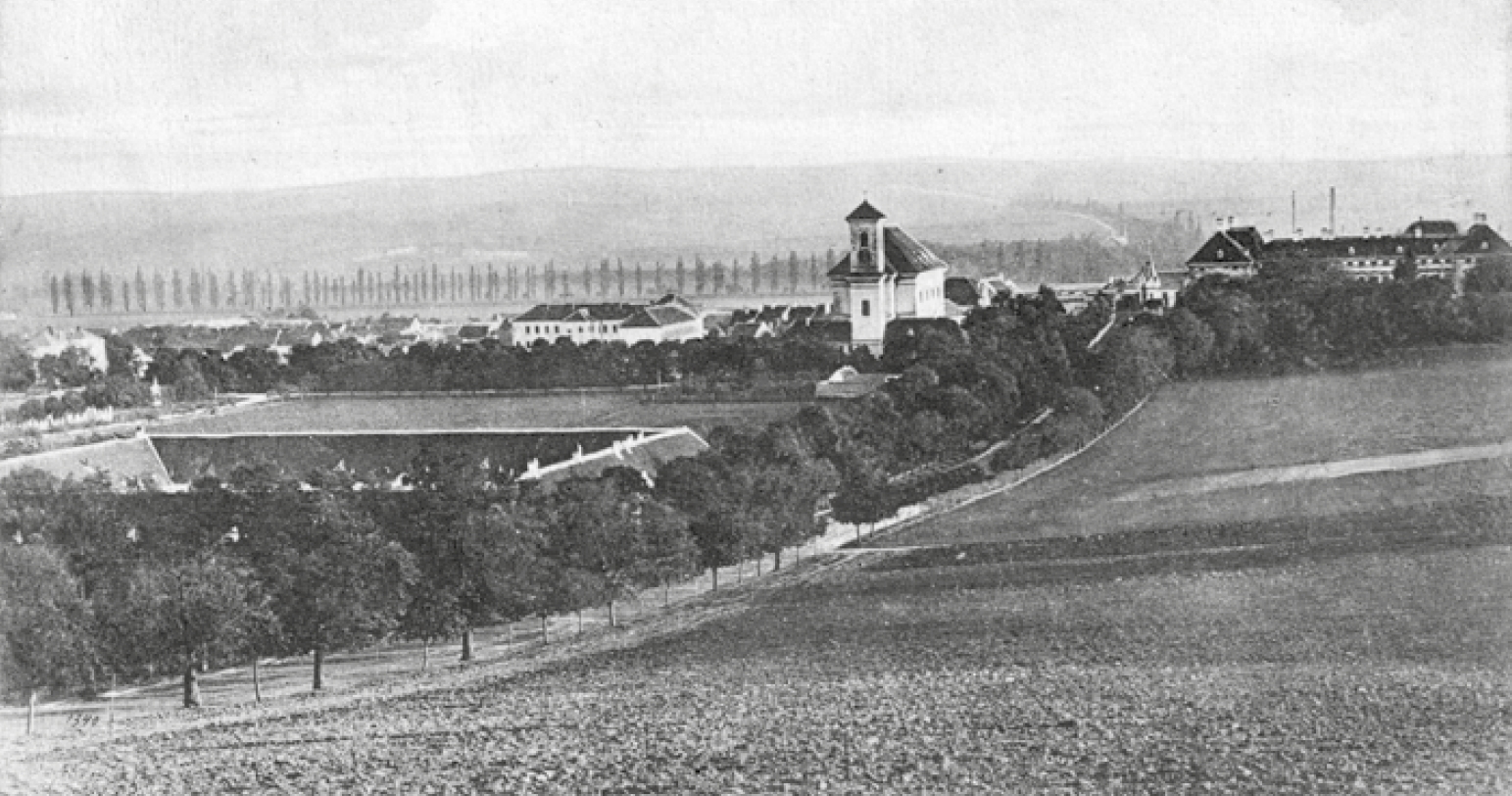
Pohled na Slavkov od severu zachycuje vlevo uprostřed osaměle stojící poklonu sv. Vendelína u cesty (cca 1921).

Poklona stojí v Jiráskově ulici poblíž křižovatky s ulicí Malinovského, sevřená v zástavbě rodinných domů. Svého času dotvářela barokní krajinnou kompozici doplněnou alejemi před městskými hradbami, do níž měla být zahrnuta ve vzájemném prostorovém, pohledovém i osovém propojení se sakrálními objekty ve městě.
Na čtvercové základně, konkávně a konvexně tvarované a několikrát odstupňované, je bohatě tvarovaný podstavec s římsou. Na ní stojí opět konkávně a konvexně tvarovaný pilíř – boží muka či poklona. Stavbu ukončuje bohatě tvarovaná římsa, která nese střechu ve tvaru jehlanu završenou makovicí s hrotem. Zjednodušený tvar makovice již není původní, stejně jako kování kříže na vrcholu.
Na nárožích pilíře jsou boční křídla nahoře i dole stočená do volut a jsou na nich patrné štukové závěsy květů. Stěny pilíře jsou prolomené oválnými vpadlinami s profilovanou římsou, tzv. zrcadly, v nichž bývaly původně vsazeny na plechu malované obrazy svatého Vendelína, svaté Otýlie a dalších dvou světců. Ve druhé polovině 20. století byly tyto obrazy nahrazeny tvorbou naivní malířky Ludmily Procházkové, později opět odstraněnou a uloženou ve sbírkovém fondu místního muzea.
Zvlášť hodnotný je okolní štukový dekor: nad zrcadly jsou v něm vyvedené alianční znaky rodu Kouniců a Rietbergů (též Rittberků), pod zrcadly pak reliéfní kartuše a vavřínové ratolesti. V levém (heraldicky pravém) erbu je rod Kouniců symbolizovaný zkříženými stříbrnými leknínovými listy na červeném poli a Sezimové z Ústí modrými růžemi na zlatém poli. Vpravo je ve čtvrceném erbu Rietbergů mladá zlatá orlice v červeném poli, stříbrná hlava panny s červeným tělem orla v černém poli v doprovodu čtyř zlatých hvězd, dále ve čtvrceném poli dva černí esenští skákající medvědi se zlatým náhrdelníkem na zlatém podkladě a dva zkřížené zlaté biče v modrém poli.
Takto čtyřikrát se opakující sdružený erb Maxmiliána Oldřicha z Kounic a jeho manželky Marie Arnoštky z Rietbergu je podobný s tím, jaký je umístěn i na nádvořním průčelí slavkovského zámku a také nad hlavním oltářním obrazem ve zdejší špitální kapli.